# دوشیزه‌ماهی شاهی
دوشیزه‌ماهی شاهی (نام علمی: Neopomacentrus cyanomos) نام یک گونه از سرده دوشیزه‌ماهی دم‌چنگی است.